# Citrusformák
A citrusformák vagy citrusfélék (Citroideae) az APG III osztályozása szerint a valódi kétszikűek rosids kládjában a eurosid II csoportjába sorolt szappanfavirágúak (Sapindales) rendjébe sorolt rutafélék (Rutaceae) családjának egyik alcsaládja.

## Rendszerezésük
A két nemzetségcsoportba mintegy 18–20 nemzetséget vonnak össze; ezek pontos száma az alcsaládon belül általános hibridizálódás miatt nehezen adható meg.
1. Citreae nemzetségcsoport:
- Citropsis
- Citrus – citrus
- Fortunella – kumkvat
- Limonia
- Microcitrus
- Poncirus
- Triphasia

Hibrid nemzetség:
- Citrofortunella

2. Clauseneae nemzetségcsoport:
- Aegle
- Atalantia
- Bergera
- Clausena
- Glycosmis
- Merrillia
- Micromelum
- Murraya
- Severinia
- Swinglea

## Származásuk, elterjedésük
A fajok többsége Kelet-, illetve Dél-Ázsiában fejlődött ki, de napjainkra szinte minden trópusi, illetve szubtrópusi éghajlatú területen, az északi és a déli szélesség 40°-a között termesztik őket.

## Megjelenésük, felépítésük
6–15 m magasra növő fák vagy cserjék:
- narancs és mandarin max. 8 m
- citrom max. 6 m
- pomeló 15 m

Évi 2-4 növekedési időszakukból a Szubtrópusokon termést általában csak az elsőből érlelnek.
Leveleik bőrneműek. Több faj leveleinek tövében ágtövisek nőnek.
3-5 szirmú, hímnős, fehér virágaik egyesével állnak vagy maximum 8-10 virágot tartalmaznak virágzatonként.
Termésük hártyás falakkal osztott, különleges bogyó (hesperídium). Alakja, mérete, héjának vastagsága (mandarin 2–3 mm, pomeló 1,5–4 cm), a héj és a hús színe az egyes fajokon belül is változó. Mérete:
- pomeló, grépfrút, keserű citrom > 10 cm
- többi < 10 cm

## Életmódjuk, termőhelyük
Örökzöldek. Virágaikat rovarok porozzák be. Magvaik 2–3 hét alatt csíráznak ki.
Csak szubtrópusi (vagy trópusi montán) éghajlaton növő fajok:
- narancs
- mandarin
- citrom
- grépfrút
- kumkvat
- keserű citrom

Trópusi klímát igényel:
- pomeló
- savanyú citrom
- édes citrom
- hosszú tövisű narancs
- Jambhiri-citrom

Mindegyik faj fényigényes.
Hőigény:
- Tmin = 9–12 °C
- Topt = 23–24 °C
- Tmax = 37–39 °C
- a rügyképződéshez 14–16 °C
- a termés kötéséhez 16–18 °C az optimális

Mérsékelten fagytűrők (-2 °C), de egyesek (pl. Poncirus trifoliata) még -15, -20 °C-ot is elviselhetnek. A 0 °C nyugalmi állapotot idéz elő.
Csapadékigényük minimum 1200 mm, az optimum 2000 mm. A virágzás idején vagy utána következő szárazság csökkenti a termés mennyiségét.
Páratartalom igényük minimum 40%, optimálisan 70-75%.
A vízáteresztő, mélyrétegű, levegős talajt kedvelik; pH 5,5–7. Sótűrésük nem túl jó.

## Felhasználásuk
A legfontosabb déligyümölcsök. Legismertebb fajaik:
Fontosabb citrusfélék:
- narancs (Citrus sinensis)
- keserű narancs Sevilla-narancs (Citrus x aurantium)
- papeda vadnarancs, hosszú tövisű narancs (Citrus hystrix)
- mandarin (Citrus reticulata, Citrus deliciosa)
- citrom (Citrus limon)
- savanyú citrom trópusi citrom, zöld citrom, lime (Citrus aurantiifolia)
- limetta édes citrom, (Citrus limetta, Citrus limettioides)
- citronád cedrát citrom, keserű citrom, (Citrus medica)
- Jambhiri-citrom ráncos héjú citrom, (Citrus jambhiri)
- pomelo óriás narancs, óriás citrancs, (Citrus maxima, Citrus grandis)
- grépfrút citrancs, (Citrus x paradisi)
- juzu (Citrus junos)
- Kalamondin (Citrofortunella microcarpa)
- háromlevelű narancs (Poncirus trifoliata)
- Japán kumkvat (Fortunella japanica) [Thunb.] Swingle) termései gömbölyűk, 2–3 cm-esek, a terméshús 4-7 gerezdre tagolódik.
- Hongkongi nagy vadkumkvat (Fortunella hindsii) Swingle gömbölyded, legfeljebb 2 cm-es termései 3-4 gerezdűek.
- Kumkvat (Fortunella X crassifolia) trópusi és szubtrópusi éghajlatú területeken jellemző.
- Nagy kumkvat (Fortunella crassifolia Swingle) termése akár a 4,5 cm nagyságú és gerezdjeinek száma 7 is lehet.
- Törpe kumkvat (Fortunella hindsii) trópusi és szubtrópusi éghajlatú területeken jellemző.
- Törpemandarin (Fortunella margarita) trópusi és szubtrópusi éghajlatú területeken jellemző.

### Éves termelésük
Világszerte mintegy 7,6 millió hektáron évi 105 millió tonna citrusfélét termelnek. Ebből mintegy 11 millió tonna friss gyümölcsöt és 5 millió tonna sűrítményt exportálnak.
A legnagyobb termelők: Brazília, USA, Kína, Mexikó, Spanyolország. Európában még Olaszország és Görögország számít jelentős termelőnek.
Fajonként:
- Narancs: 60 millió t, 17 t/ha — Brazília, USA, Mexikó; exportőrök: Spanyolország, USA, Görögország, Marokkó
- Mandarin: 23 millió t, 12 t/ha — Kína, Spanyolország, Brazília; exportőrök: Spanyolország, Kína, Marokkó, Törökország
- Citrom és savanyú citrom: 13 millió t, 16 t/ha — Mexikó, India, Argentína; exportőrök: Spanyolország, Argentína
- grépfrút és pomelo: 4 millió t, 14 t/ha — USA (60%-ot), Dél-Afrika, Kína ; exportőrök: USA, Dél-Afrika, Izrael

### Fő felhasználási területeik
- Friss gyümölcsként: narancs, mandarin, pomelo, grépfrút
- konzervként: mandarin
- üdítőként: narancs, keserű narancs, citrom, savanyú citrom, grépfrút
- lekvárként: narancs, keserű narancs
- édességnek: narancs, citrom, keserű citrom, kumkvat
- likőrnek: keserű narancs (curaçao, cointreau)
- fűszernek: savanyú citrom, hosszú tövisű narancs
- mézadó: narancs
- alanynak: Jambhiri-citrom, keserű narancs, Poncirus trifoliata
- dísznövényként
- kozmetikai célokra a termés, mag, virág, levélből nyert illóolajokat hasznosítják. A citrusfélék a világ legfontosabb illóolaj-forrásai:
  - bergamott olaj
  - Neroli-olaj (keserű narancsból)
- gyógyászatban (csonterősítő, étvágygerjesztő, vérnyomás-szabályozó, szájpenész elleni készítményekhez)
- a gyümölcsök héjából pektint állítanak elő (2,5–5,5% van bennük)
- a feldolgozásnál visszamaradt részekből takarmány lesz

A gyümölcsökben előforduló, hasznos anyagok:
- szárazanyag 8–12%, maximum 13 Bx°;
- szénhidrátok:
  - cukor 2–8%,
  - keményítő, cellulóz alig;
- savak: 1–7% (citrom), zömében citrom- és almasav;
- fehérje, zsír alig
- vitaminok: C 30-70-(100) mg/100g; A vitamin provitaminjai
- ásványi anyagok: igen kevés Na és Fe
- bioaktív anyagok:
  - glikozidok
  - flavonoidok (hesperidin, naringin)
  - alkaloidok (sztahidrin)
  - keserűanyagok, főleg a grépfrútban (limonin, izolimonin)
  - pektin (a gyümölcshéjban) 2,5–5,5%